# Municipio de Impark
El municipio de Impark (en inglés: Impark Township) es un municipio ubicado en el condado de Benson en el estado estadounidense de Dakota del Norte. En el año 2010 tenía una población de 29 habitantes y una densidad poblacional de 0,31 personas por km².

## Geografía
El municipio de Impark se encuentra ubicado en las coordenadas 48°8′31″N 99°47′25″O / 48.14194, -99.79028. Según la Oficina del Censo de los Estados Unidos, el municipio tiene una superficie total de 93.24 km², de la cual 82,06 km² corresponden a tierra firme y (11,99 %) 11,18 km² es agua.

## Demografía
Según el censo de 2010, había 29 personas residiendo en el municipio de Impark. La densidad de población era de 0,31 hab./km². De los 29 habitantes, el municipio de Impark estaba compuesto por el 100 % blancos. Del total de la población el 0 % eran hispanos o latinos de cualquier raza.